# Людмила Сланева
Людмила Сланева, известна и под псевдонима Локо́, е българска актриса, певица и писателка.

## Биография
Родена на 25 февруари 1975 г. в Тетевен. Завършва Езикова гимназия в Ловеч, а по-късно и актьорско майсторство за драматичен театър в класа на професор Крикор Азарян. С музика започва да се занимава още в средното училище, където формира няколко банди, първата от които носи името „Снайпер“. През 2012 г. участва в „Черешката на тортата“. От октомври 2013 г. е преподавател в актьорски школи „МОНТФИЗ“. Основател и преподавател в актьорска школа „Точка“.

## Актьорска кариера
След приемането си в НАТФИЗ се посвещава изцяло на театъра. Същата година е и първата ѝ роля в Малък градски театър „Зад канала“ – играе Маша – циганката от „Живият труп“ на Лев Толстой.
Следват редица други роли в Театър „Българска армия“, Драматичен театър Пазарджик, Пловдивския театър, Сатиричния театър в София и др.
Заедно с 14 други популярни театрални актриси участва безвъзмездно в арт фотосесии, за да финансират гореща телефонна линия за жени, пострадали от домашно насилие. Снимките са част от луксозен календар за 2011 г.
През 2009 и 2010 г. Людмила е редактор на предаването за култура „Арт трафик“ по PRO.BG.
Участвала е в десетки театрални постановки в Сатиричния театър и ДТ Пловдив, сред които „Троил и Кресида“ по Уилям Шекспир, „Самолетът беглец“ по Камен Донев, „Живот и здраве“ от К. Донев, „Виж ми окото“, „Нощта на кардинала“, „Мисия Отело“ и „Казанова“. Зрителите познават Людмила от ролите ѝ в българо-американска продукция „Деца от восък“ („Children of wax“), „Приключенията на един Арлекин“, „HDSP: Лов на дребни хищници“, първата част на „Непобедимите“ („The Expendables“), ролята на разследващ журналист в третия сезон на сериала на bTV „Стъклен дом“, майката на Тино – Мария Крумова – в първия и втория сезон на българския сериал „Революция Z“. През 2023 г. играе майката на Елица във филма „Чума“.

## Музикална кариера
Основава групата „LOCO“. Тя съществува от 2008 г. и радва почитателите на българската клубна сцена с предимно авторски изпълнения в любимия на актрисата формат – преработени за китара, бас и барабани. За своите музикални предпочитания Локо́ споделя: „Възпитана съм от алтернативната рок музика на 90-те, но всъщност ме интересува всякаква музика, всякакъв начин да изразиш себе си свободно. Тази част от мен, която не стана популярна, но която може би е по-добрата част от мен, вкарах в работата ми с групата.“
През 2004 г. Людмила записва първата си песен „Малките чудеса“, с която печели награда за дебют на музикалните награди на Мело TV Мания. Следва песента „Под дъгата“. Третата ѝ песен, придружена от клип, озаглавена „Облаци“.
На следващата година записва дебютния си албум „Можеш“, като музиката и аранжиментите в него са на съпруга ѝ Стенли. Получава награда за дебютен албум през 2005 г.
Видеоклипът към песента „Облаци“ е дело на режисьора Васил Стефанов, който е предпочитан от певицата. С песента „Облаци“ Людмила Сланева печели наградата на публиката в Пролетния конкурс на БНР през 2007 г.
През 2019 г. записва песента „Някъде“, която певицата определя като своята „най-поп песен“. Музиката и текстът са на Людмила Сланева, а аранжиментът – на Светлин Къслев. Китарите са на Tash Mash Chen от „Jeremy?“. Миксирането и мастерингът са на Янко Генов. Песента е клипирана. Режисьор на клипа е Jeason Brad Lewis, асистент продукция – Борис Божинов, грим и коса – Станислав Бекяров, стайлинг – Гергана Пеева. Продуцент е Людмила Сланева. През 2020 г. Людмила прави ремикс на песента.
През 2020 г., в дует с актьора Герасим Георгиев – Геро, записва песента „Ля-ля“. Тя е част от проекта „Пеещи артисти“. Музиката е на Людмила Сланева, текстът е на Любо Киров, аранжиментът и китарите са на Ангел Дюлгеров. Вокали – Боян Христов. Вокален директор е Евгени Господинов. Продуценти са Людмила Сланева и Любо Киров. Песента е клипирана, като режисьори са Стефка Николова и Васил Стефанов, монтажът и постпродукцита също са тяхно дело. Оператор е Васил Стефанов. Осветители – Александър Стоев и Петър Петров. Грим и коса – Петя Симеонова. Стайлинг – Августина Маркова. Продуцент на видеоклипа е Игор Марковски.
През 2021 г. записва песента „Валиш“ по музика на Свилен Ангелов и текст на Людмила Сланева и е в по-различен стил от всички останали песни на Людмила. Според певицата тя е „анти-хит“. Записана е в няколко различни стилови версии в мини албум (EP).
През 2024 г. записва песента „Още ли“ по музика на Свилен Ангелов и свой текст. Тя е издържана в инди еклектика, съдържа елементи на соул, джаз и танго. Видеото към песента е дело на Ваня Щерева.

## Албуми
- Можеш (2005)

1. Можеш
2. Кактус
3. Под дъгата
4. Облаци
5. Малките чудеса
6. Две хвърчила
7. Момент, добър ден
8. Транс
9. Облаци (remix) – с Румънеца
10. Под дъгата (remix) – с Явор Русинов
11. Малките чудеса (remix) – с DJ Huan Alvares
12. Облаци (remix) акустична версия – Стенли

## Писателска дейност
През 2011 г. в съавторство с Ваня Щерева написва романа „Мила Мерилин“.

## Личен живот
„Продължавам да вярвам в духовното партньорство и не вярвам на никакви подписи и обещания. Омъжена съм от 13 години за певеца Стенли, имам дъщеря (Никол, р. 2002) от него, но никога не съм криела, че съм против брака. Навремето той каза, че за него без брак нещата не биха стояли сериозно и аз се съгласих, въпреки че за мен подписът няма никакво значение“, споделя Людмила.